# 波斯季涅
50°55′5″N 26°7′14″E / 50.91806°N 26.12056°E
波斯季涅（烏克蘭語：Постійне），是烏克蘭西北部的村莊，隸屬里夫內州的里夫內區。該村始建於1577年，面積0.64平方公里，海拔高度189米，2001年人口1,984，人口密度每平方公里3,100人。